# Principado do Brasil
Principado do Brasil é o termo usado, por certos autores, para designar o período do Brasil Colônia, entre 1645 a 1815. O termo é retirado do título "Príncipe do Brasil", atribuído aos herdeiros da Coroa de Portugal durante aquele período. É de observar no entanto que o termo "Principado do Brasil" é anacrônico, nunca tendo sido usado como título oficial do Brasil no período em causa, da mesma forma que nunca existiu o "Principado da Beira" relativo ao título nobiliárquico Príncipe da Beira.[carece de fontes?]
Durante o período de 1645 a 1815, o Brasil teve a designação oficial de Estado do Brasil, até ser elevado a categoria de Reino pela carta de lei de 16 de dezembro de 1815.

## Bandeira

Bandeira por vezes referida como bandeira do principado

Tendo sido o Brasil uma colônia do Império Português, careceu de bandeira própria por mais de trezentos anos. Não era costume, na tradição vexilológica lusitana, a criação de bandeiras para suas colônias, quando muito de um brasão. Hasteava-se no território a bandeira do reino, ou do representante direto do monarca, como o governador geral ou o vice-rei.
A esfera armilar dourada passou a ser utilizada como símbolo de facto, da Companhia Geral do Comércio do Brasil após sua criação em 1649, passando a ser utilizada sobre uma bandeira branca em suas navegações. Apesar de controverso, alguns autores chamam tal bandeira de "bandeira do Principado do Brasil". Em discussão sobre as bandeiras históricas do Brasil, na sessão ordinária em 20 de junho de 1938, o Instituto Histórico e Geográfico Brasileiro chegou ao consenso que, apesar dessa bandeira ser utilizada para navegação ao Brasil, ela não poderia ser considerada uma bandeira oficial do Estado do Brasil, por não haver alvará ou decreto que a institua.
Por volta de 1700, contudo, passou a ser disseminada a cruz da Ordem Cristo sob a esfera armilar como o dístico do Brasil, aparecendo nas moedas cunhadas em Salvador.